# تامارا (کاساناره)
تامارا (انگلیسی: Támara, Casanare)یک منطقه مسکونی در کشور کلمبیا است.